# Éterne d'Évreux
Saint Éterne, Æternus en latin, est un évêque d'Évreux en Normandie.
Éterne nous est connu par son successeur, saint Aquilin, qui lui décerne le titre anodin de beatus.
Mentionné par Robert de Torigni comme l'un des évêques d'Évreux, il n'a pas sa place dans le calendrier du diocèse pendant le Moyen Âge. Aucune église d'Évreux ni des environs ne l'a pris pour titulaire. Les écrits sur sa vie commencent avec Claude de Sainctes vers 1583. Mais aucune source historique précise ne permet actuellement d'éclaircir sa vie, son martyre, ni d'établir un rapport certain entre lui et le saint vénéré à Luzarches et à Villiers-le-Bel. Sa mort se place vers 670.
Il est fêté le 21 juillet dans le diocèse d'Évreux.

## Liens
- Évêchés de Normandie
- Évêché d'Évreux
- Liste des évêques d'Évreux